# Грамада
Вижте пояснителната страница за други значения на Грамада.
Грама̀да е град, разположен в Северозападна България. Той е административен център на община Грамада, област Видин.

## География
Община Грамада е разположена в Северозападната част на България, в централната част на област Видин. Граничи с общините Кула, Макреш, Димово и Видин. Състои се от 8 населени места – гр. Грамада и селата Тошевци, Бранковци, Медешевци, Милчина лъка, Бояново, Водна и Срацимирово.
Територията на общината е 184.443 дка. Относителният дял спрямо територията на област Видин е 6%. Средната надморска височина е 210 m. Общият селскостопански фонд е 136 664 дка. Горската територия – 37 985 дка

## История
Грамада е основана през 14 век от бегълци от старо ботевградско селище на име Грамада, близо до с. Скравена. То било унищожено от османските завоеватели. Днес в центъра на града има голям камък, донесен от мястото, където се намирало селището.
Според разкази на стари хора, пашата в с. Грамада /днешния гр. Грамада/ имал трима сина – единият се казвал Урбаба, вторият – Бранко, а на третия името не е известно. Когато пораснали и били вече женени, Урбаба идва и се настанява на землището на с. Тошевци, а Бранко на землището на днешното с. Бранковци.
През лятото на 1950 година, по време на колективизацията, 265 членове на новосъздаденото Трудово кооперативно земеделско стопанство (ТКЗС) правят неуспешни опити да го напуснат. По това време 6 семейства (25 души) от селото са принудително изселени. През зимата на 1950 – 1951 година, по време на довелата до Кулските събития насилствена кампания за „масовизация“ на колективизацията, жители на селото са изпращани на принудителна работа в кариерите при строежа на ВЕЦ „Китка“ над Горни Лом.
Самите Кулски събития започват в Грамада на 21 март 1951 година, когато жителите на селото нападат ТКЗС-то и си вземат обратно събраните в него добитък и инвентар. Намиращите се по това време в Кула Тодор Живков, секретар на Централния комитет, и Нинко Стефанов, първи секретар на Окръжния комитет на Българската комунистическа партия във Видин, отиват в Грамада, където е свикано селско събрание, и се опитват да убедят селяните да се върнат в ТКЗС, но са освирквани и се отказват. Живков дава нареждане на следващия ден добитъкът и инвентарът да бъде събран обратно, като за тази цел са извикани комунисти от съседното село Тошевци. Според някои свидетели той лично участва в това, заплашвайки с оръжие селяните. Макар имуществото да е конфискувано, почти цялото село подава заявления за напускане на ТКЗС и в него остават едва около 60 души.

## Население
Численост на населението според преброяванията през годините:
| \| Година на преброяване \| Численост \| \| --------------------- \| --------- \| \| 1934 \| 4404 \| \| 1946 \| 4668 \| \| 1956 \| 4817 \| \| 1965 \| 4178 \| \| 1975 \| 3513 \| \| 1985 \| 3005 \| \| 1992 \| 2633 \| \| 2001 \| 2111 \| \| 2011 \| 1454 \| \| 2021 \| 1013 \| |           |
| Година на преброяване | Численост |
| 1934 | 4404      |
| 1946 | 4668      |
| 1956 | 4817      |
| 1965 | 4178      |
| 1975 | 3513      |
| 1985 | 3005      |
| 1992 | 2633      |
| 2001 | 2111      |
| 2011 | 1454      |
| 2021 | 1013      |

Етническият състав включва 1402 българи и 25 цигани.

## Политика
- 2006 г. – извънредни избори за кмет, след отстраняването на Веса Микова с решение на Върховния съд. Печели кандидатът на НДСВ Николай Любенов на 26.02.2006 г. с над 60 % от гласовете. Любенов е подкрепен от НДСВ и ОБТ, а предишният кмет Веса Микова – от БСП, БСД, БЗНС-НС и ДПС. Управлението на Микова ще се запомни, освен с отстраняването и от съда (за първи път в историята на община Грамада е отстранен кмет), с привлечените мащабни инвестиции за няколко милиона лева и с успешното кандидатстване по проекти.
- 2003 – Веса Микова (Българска социалдемокрация) печели на втори тур с 52% срещу Нешо Нейков (БСП).
- 1999 – Нешо Нейков (БСП) печели на втори тур с 51% срещу Димитър Миков (независим).
- 1995 – Нешо Нейков (Предизборна коалиция БСП, БЗНС Александър Стамболийски, ПК Екогласност) печели на първи тур с 66% срещу Андрей Андреев (Народен съюз).

## Културни и природни забележителности

### Музеи
Паметник на Мико Нинов, разположен в центъра на града.

### Каменни чутури
Каменни чутури са големи камъни с дупка в средата. Броят им е много голям. До тях се стига с екопътека. Чутурите са природен феномен. Заемат площ от около 500 дка и наподобяват гора. Това всъщност са вкаменелости, разхвърляни в безпорядък на разстояние от 2 - 3 до 10 и повече метра. Средната им дебелина е около 50 cm в диаметър, но има и двойно по-големи. Всичките имат форма на прерязано дърво и отвор в средата, който продължава до основата им. В някои от тях са намерени въглени, което потвърждава предположението, че може би това са останки от „вкаменена гора“, но  направените разкопки не са установили наличието на корени. Чутурите са от плътна варовикова маса, примесена с кремъчни и кристални частици. Външната им част е неравна, като по цвят и форма наподобява кората на дърво. Техният произход остава забулен в тайна.
Местността „Чутурите“ е с площ 18 – 20 дка. и представлява ниско изсечена вкаменена гора. Чутурите са обявени за природна забележителност през 1968 по заповед № 37/11 на Министерството на горите и горската промишленост. Една от целите на настоящия проект е тази „каменна гора“ да се реставрира, като се превърне в малък парк и да се запази и съхрани за идните поколения, а така също и опазване местообитания на застрашени, уязвими и редки растителни видове.
Изграденият 700-метров път, водещ към природната забележителност следва съществуваща пътека. В някои участъци тя е разширена и подравнена, а така също и почистена от изсъхнали дървета и прораснали храсти. Предпазен парапет за безопасно преминаване и три броя малки дървени мостове са построени за пресичане на реката. На определени места по трасето са изградени заслони с огнища и пейки за почивка, съобразени с изискванията за безопасност на използващите ги хора. Трасето е маркирано с табели и указателни знаци. 
Преобладаващия материал на изградените съоръжения по протежение на пътеката е дърво.
Пътят до местността „Чутурите“ предоставя възможност за наблюдение на интересни природни образувания и редки растителни и животински видове. За всички градски жители от близки и по-далечни градове, вкаменената гора „Чутурите“ предлага релаксираща еднодневна разходка сред екологично чистата и недотам позната красива природа на Грамада, част от туристическа дестинация Видин – Грамада – езеро Рабиша – Белогарадчик.
На източната окрайнина на Маренска махала, осеяна с камъни от разна големина и форма, лежи една местност, която носи името „Чутурите“. Тази местност обхваща едно пространство от около 18 – 20 декара земна площ, която се заключава: на север до южния стръмен и скалист бряг на реката, на изток-до местността „Кленя“ – стръмен и широк дол, който води от юг към север и се открива в дола на грамадската река, а на юг и запад граничи с постройките на ТКЗС стопанство /кошари, сгради и др./
Самата местност съставлява продължение на околния равнинен терен, върху който са разположени сградите на земеделското стопанство, южната половина на селото и голяма част от селските ниви. Целият този дял земя има общ наклон от юг към север, където протича реката, а самото място на „Чутурите“ изглежда ?далоб? хлътнало и от него почва началото си стръмен дол към реката – Нешков дол.
Като се погледнат от далеч и от страни Чутурите правят впечатление на ниско изсечена гора, на височина 50 – 60 cm над земята. Едва като се навлезе в Чутурите, човек вижда, че това не е жива гора, каменна такава.
Едни от вкаменелостите са съвършено добре запазени /цялостни/, други са доста пострадали от атмосферното влияние и от пакостната ръка на човека. Много от тези вкаменелости са отнесени в селото за стопански нужди.
С особено внимание и предпазливост са извадени на земята заедно с корените няколко от тези вкаменелости. По всички вкаменени бутури личат ясно местата на по няколко корени, които да следват от дънера към земята. Общо взето всички изкъртени из земята бутури се указаха всадени в тънък пласт чернозем, под който и около който има само напукан варовик, чиито междини са изпълнени с тънък пласт хумус, без никакве следи от пясък /льос/ или чакъл.
Ако се приеме, че Чутурите представляват вкаменена праисторическа девствена гора, цялото пространство на Чутурите, което е било обрасло с вековна гора, ще да е било заляно с вода и засипано след това до известна дълбочина със земя – и всичко това е причинило смъртта и после вкаменяването на дърветата под земята.

## Личности
- Димитър Атанасов (1894 – 1979) – агроном и фитопатолог
- Павлина Панова (р. 1967 г.) – съдия и председател на Конституционния съд на България

## Други
Язовир „Фарафун“, на около 1,5 km черен път от Грамада. Предлага спортен риболов.